# Bessarabie
Pour les articles homonymes, voir Bessarabie (homonymie).
1812–1917
Entités précédentes :
- Principauté de Moldavie (incluant l'essentiel du territoire de l'actuelle Moldavie, jusqu'en 1812)
- Empire ottoman (incluant l'essentiel des territoires de l'actuelle Ukraine, jusqu'en 1812)

Entités suivantes :
- République démocratique moldave (1917 ; revendiquée par la  République soviétique d'Odessa et les bolchéviks bessarabiens)
- Roumanie (1918)
- Union soviétique (1940 puis 1944)
- Moldavie et  Ukraine (1991)

Bessarabie (roumain : Basarabia ; russe : Бессарабия, Bessarabia ; ukrainien : Бессарабія, Bessarabia) est un nom désignant tour à tour plusieurs territoires des anciennes principautés roumaines, dans le sud-est de l’Europe, et provenant de la dynastie valaque des Basarab. Dans le sens le plus courant, il désigne la partie orientale de la Moldavie historique, située entre les rivières Prut et Dniestr, aujourd’hui partagée entre la Moldavie et l'Ukraine.

## Définition
La définition et l’étendue de la Bessarabie ont varié selon les périodes successives valaque, moldave, ottomane, russe et royale roumaine :
- au XIVe siècle, ce nom désignait l’ancienne principauté de Valachie à ses débuts, alors gouvernée par la dynastie fondatrice des Basarab ;
- entre les XVe et XVIIIe siècles, il désignait une région littorale de la mer Noire située au nord des bouches du Danube, acquise par les Bassarab en 1328 et alors rattachée à la Valachie, puis cédée en 1421 à la Moldavie : cette région danubienne et maritime était, jusqu’en 1812, appelée Bessarabie en roumain et sur les cartes européennes et russes, mais dans l’Empire ottoman, qui la conquiert entre 1484 (rives du Danube et de la mer Noire) et 1538 (citadelle et ținut (« comté ») de Tighina), elle est appelée en turc Bucak ;
- au XIXe siècle (à partir de 1812), le nom désigne le gouvernement de Bessarabie formé par l’Empire russe avec la Bessarabie-Bucak ottomane et aussi avec toute la moitié orientale de la principauté de Moldavie, lorsqu'il annexa en 1812 ces territoires encadrés entre la rivière Prout à l’ouest, le fleuve Dniestr à l’est, le Danube et la mer Noire au sud : ces limites ont été fixées en 1812 au traité de Bucarest[3] ;
- au XXe siècle, le nom désigne le territoire du gouvernement russe de Bessarabie, devenu une République moldave en 1917, puis une province du royaume de Roumanie de 1918 à 1940 et de 1941 à 1944 ;
- aux XXe – XXIe siècles, le nom de Bessarabie désigne parfois encore la république de Moldavie actuelle, dans le langage courant des Roumains les plus âgés.

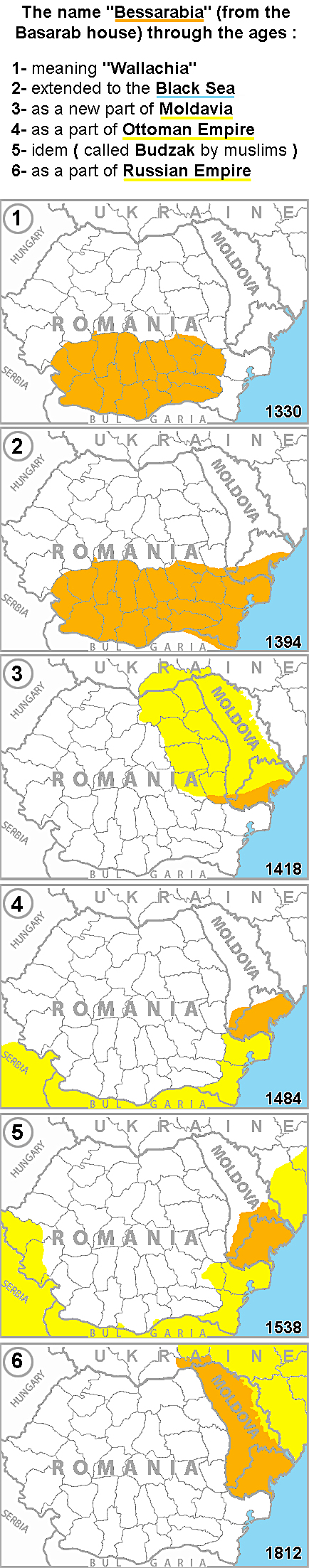
Évolution diachronique du toponyme « Bessarabie », de la principauté de Valachie (1330) jusqu'aux bouches du Danube (1395-1420) rattachées à la principauté de Moldavie (1420), de celle-ci à l'Empire ottoman (1484-1812), puis à l'Empire russe (1812) et enfin au royaume de Roumanie (1918-1940) ; le terme devient désuet après 1950 ; frontières actuelles surimposées.

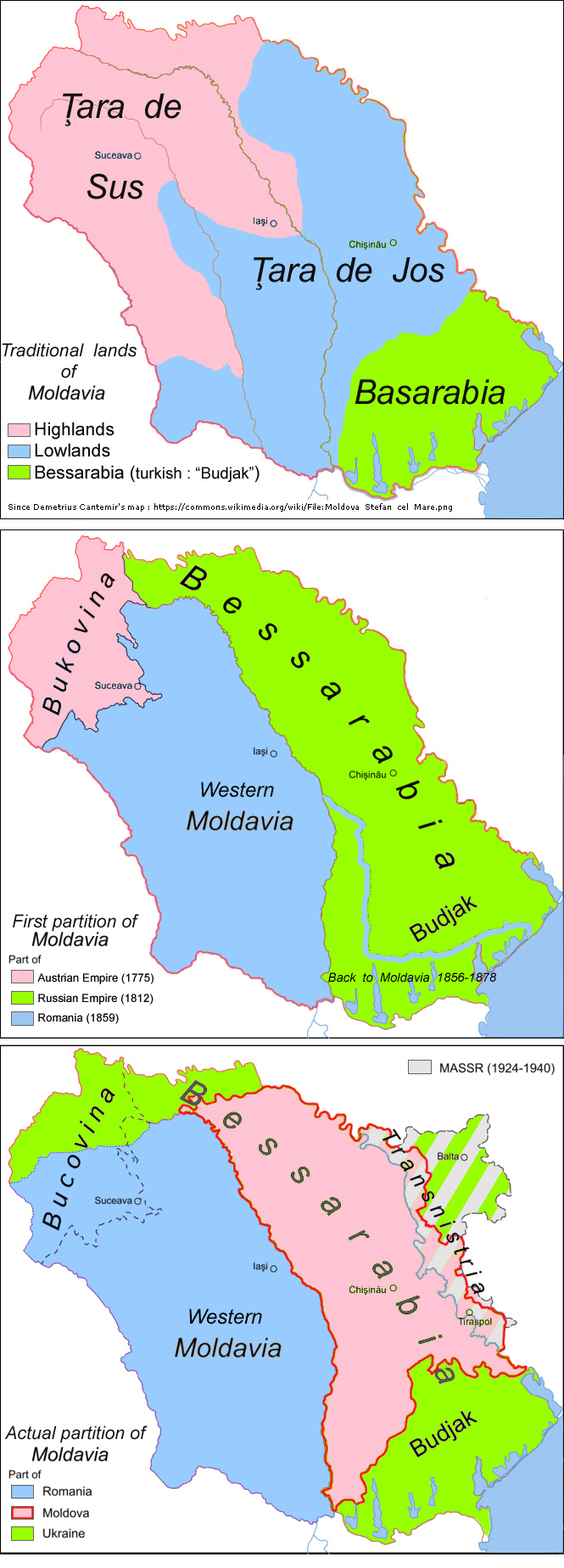
Haut-pays, bas-pays et Bessarabie originelle en Moldavie, gouvernement russe de Bessarabie (1812, en vert), et partage actuel.

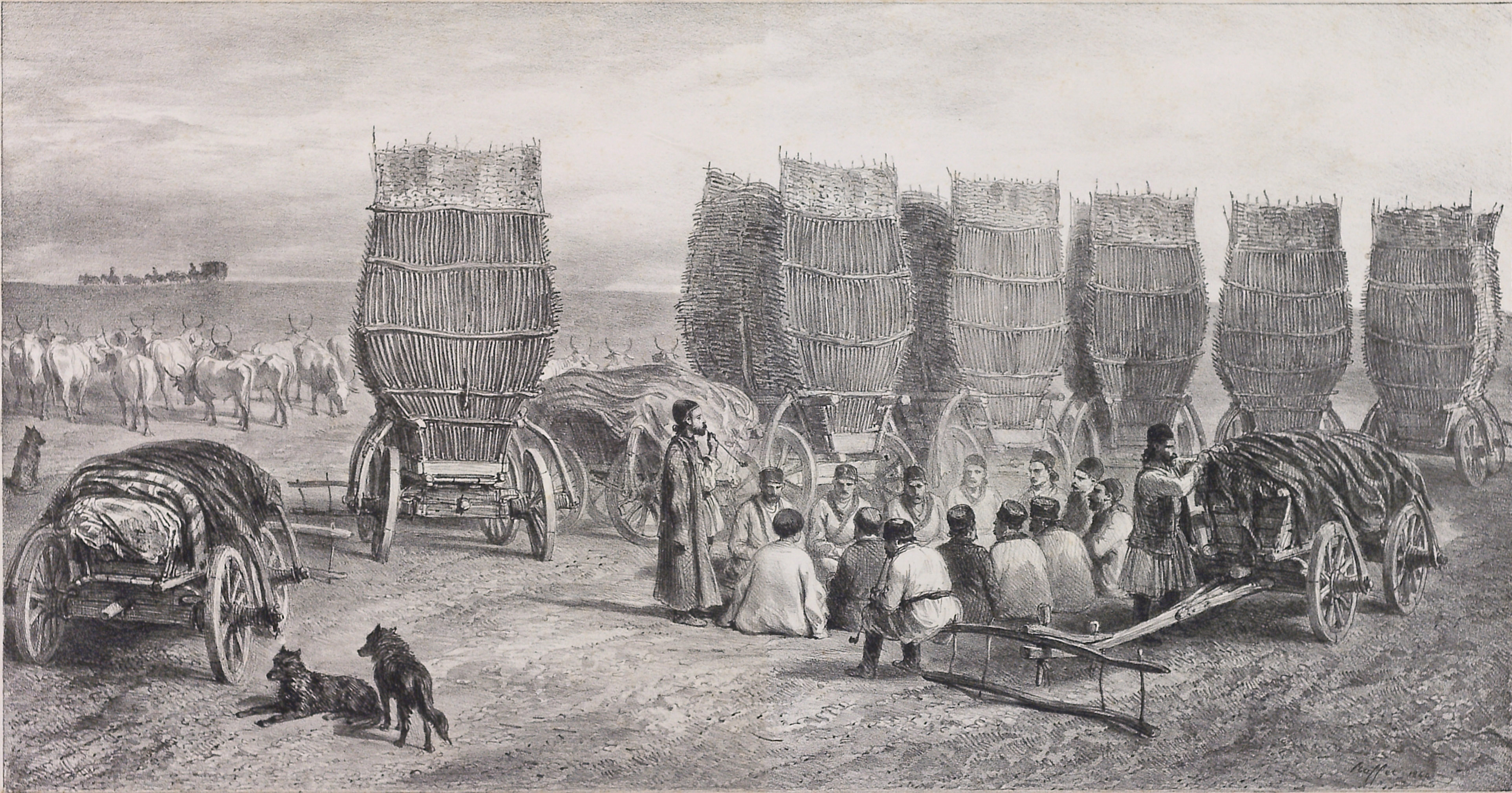
Scène de la vie en Bessarabie en 1840 : la halte des charbonniers moldaves, par Auguste Raffet.

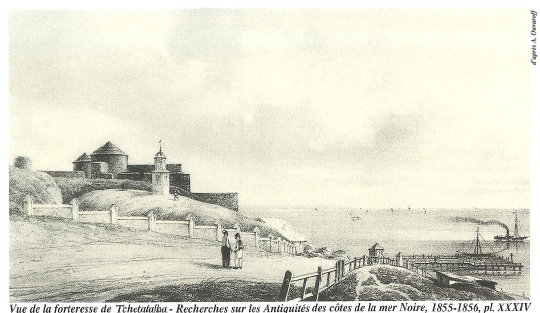
La forteresse de Cetatea Albă en 1856.

## Étymologie et sémiologie
Le nom de « Bessarabie » provient de la dynastie fondatrice de la principauté de Valachie au début du XIVe siècle : les Basarab, qui émergent comme bans (ducs vassaux de la couronne de Hongrie) avant de s’émanciper en 1330, et de chasser les Tatars des bouches du Danube entre 1328 et 1332.
Selon l'historien byzantinologue Pierre Năsturel, le Besserem-Bem des chroniques turques pourrait être une déformation de Bessarion-Ban (« Ban » étant un titre hongrois de vassalité équivalent à « marche » et ayant donné le nom du Banat), mais selon la plupart des historiens roumains, tels Norman Manea ou Matei Cazacu, le nom a probablement une origine coumane, et signifie « Père Roi », dérivé de basar, « régner » et aba, « père ». Des étymologies fantaisistes circulent aussi : selon l'une, qui figure dans certaines éditions de l'Encyclopédie soviétique, « Bessarabie » signifierait « région désarabisée » (par l'Empire russe) « Bez Arabia » signifie « sans arabes » en russe, ce qui n'a aucun fondement scientifique, d'autant qu'il n'y a jamais eu d'Arabes dans la région ; selon l'autre, lancée par Bogdan Petriceicu Hasdeu et adoptée par les protochronistes roumains, « Basarab » dériverait de ban accolé au mot dace saraba, « tête » (qui selon eux reste dans certaines régions roumaines comme saramb).
Quoi qu'il en soit, au sein de la Roumanie unie des années 1918-1940, le nom de Bessarabie était employé pour désigner l’ancien gouvernement russe dans ses limites de 1812, considérée comme une province historique, mais sans constituer une entité administrative. Dans cet article, c’est cette région actuellement partagée entre la république de Moldavie et l’Ukraine qui est décrite.
Lorsqu'en 1812 la Turquie est battue par la Russie, les Russes prennent le contrôle d'une partie de la province de Moldavie à l'est et entre le Dniestr et le Prut. Les Russes baptisent la région « Bessarabie » en référence au nom de l'ancienne dynastie roumaine des Bassarab ; possiblement avec l'idée de ne pas trop froisser les susceptibilités roumaines après l'annexion.

## Histoire

La Bessarabie (sud-est) en tant que région historique de la principauté de Moldavie.

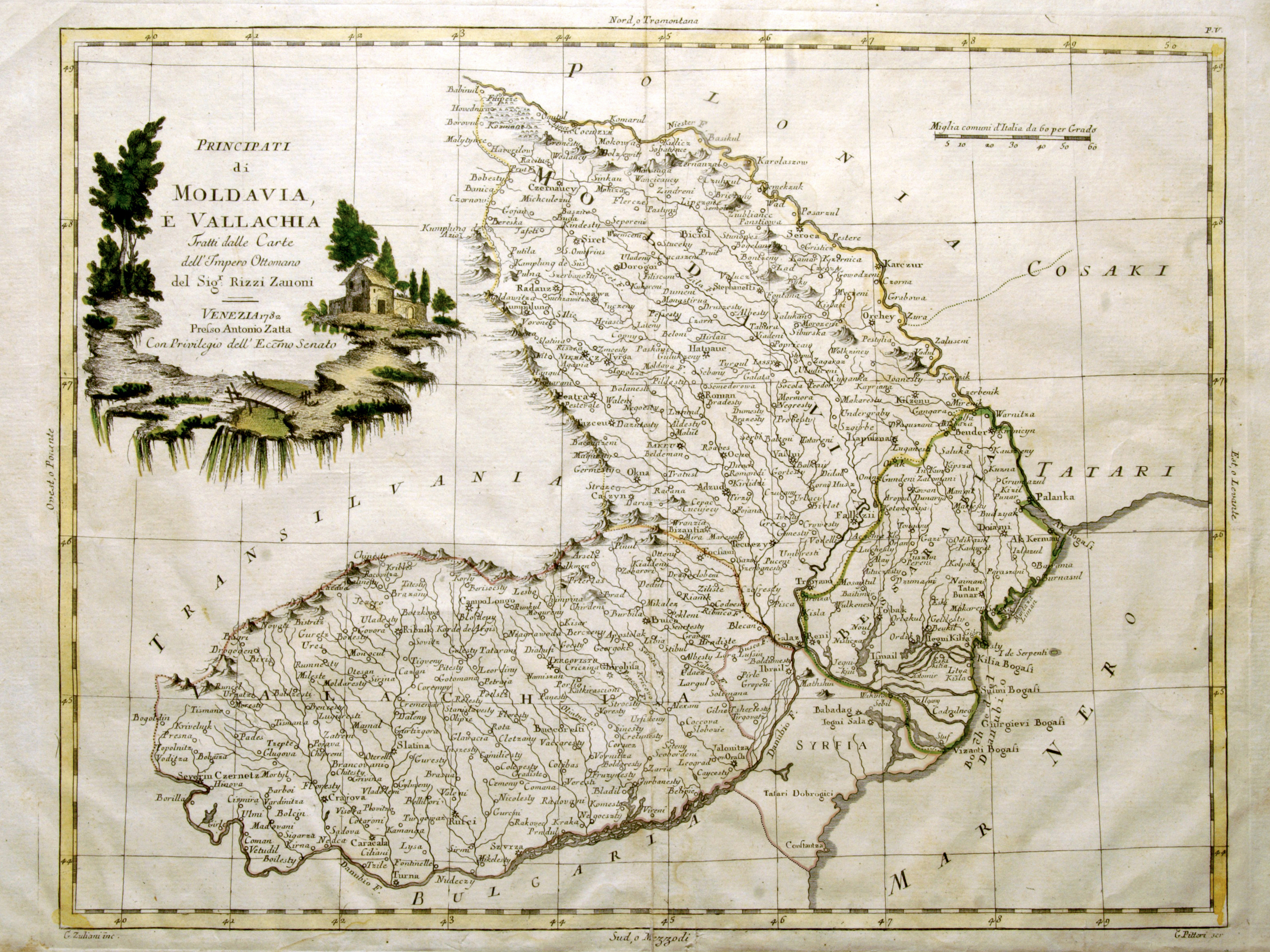
Les principautés de Moldavie et Valachie en 1786, carte italienne de G. Pittori, d'après le géographe Giovanni Antonio Rizzi Zannoni : la Bessarabie, dans le sens initial, est en vert, à l'est de la carte. Elle est alors turque, alors que le reste de la Moldavie est autonome. La Bessarabie comprend à ce moment le delta du Danube.

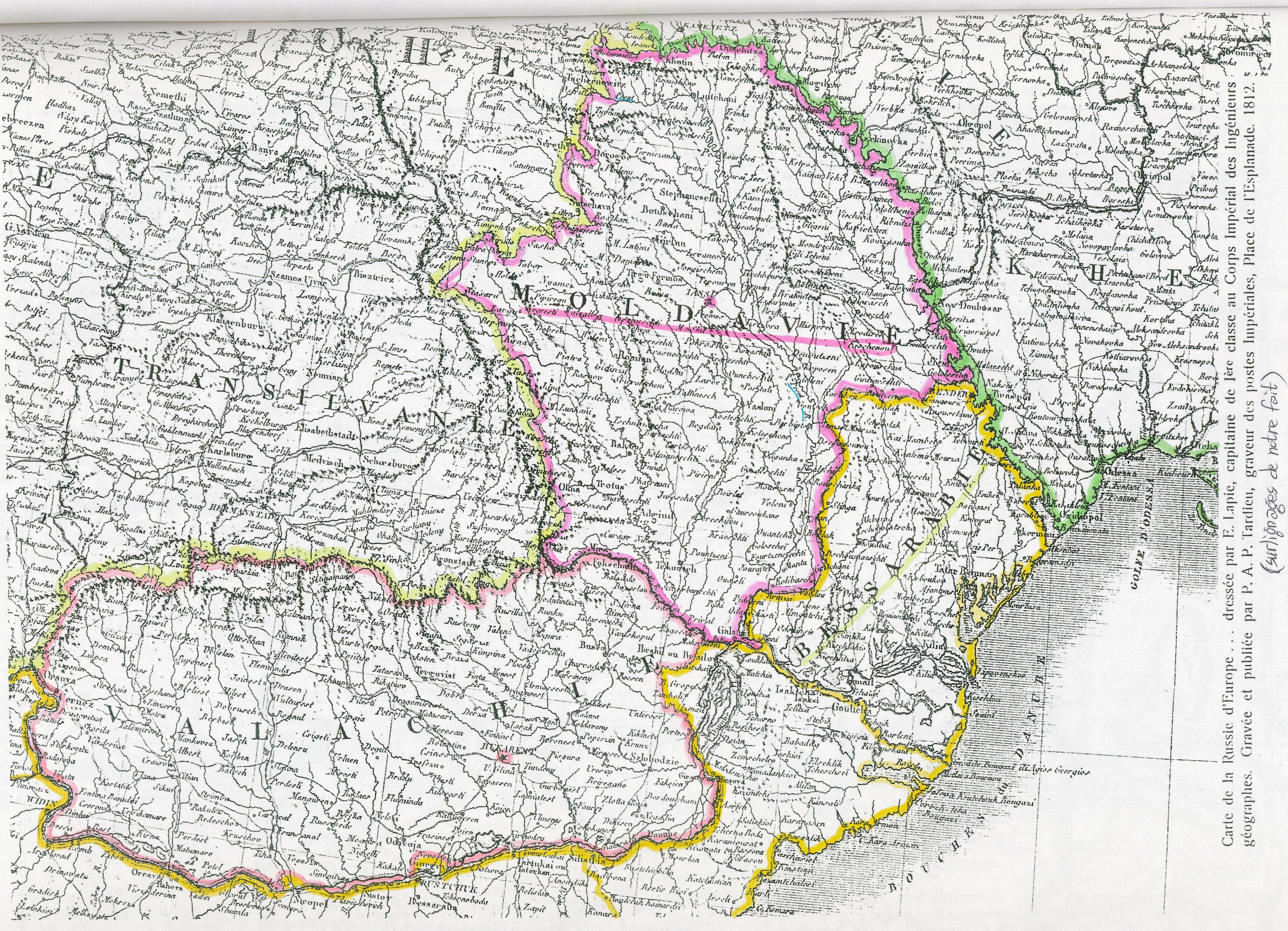
La principauté de Moldavie (rose) et la Bessarabie (ottomane, en jaune) début 1812, la veille de l'annexion russe et de l'extension du nom de « Bessarabie » à toute la Moldavie orientale (carte napoléonienne).

### De l’Antiquité à la principauté
À l’origine, ce territoire était habité par les Thraces Tyrgètes (le fleuve Dniestr est l’antique Tyras), appelés aussi Daces (voir Dacie, Carpes et Costoboces). Des tribus germaniques (les Bastarnes) s’installent parmi les Tyrgètes (voir Gètes). On y rencontre aussi des Indo-Européens de la steppe : Scythes, Sarmates, Roxolans, Iazyges. L’Empire romain rattache le Sud du pays (rives du Danube et le littoral de la mer Noire) à la province de Scythia Minor (actuelle Dobrogea ou Dobroudja). Les Huns traversent le pays au IIe siècle. Alaric Ier, roi des Wisigoths, naît aux bouches du Danube. Tribus slaves, nomades goths, iasses et autochtones valaques s’y mélangent ensuite, sous les dominations successives de divers khanats turcophones et mongols : Avars, Khazars, Petchénègues, Coumans (Polovtses) et Tatars. Après 1328 les rives de la mer Noire jusqu’au Dniestr ont été contrôlées par la Valachie. La population majoritaire est de langue valaque et de religion chrétienne (orthodoxe, rattachée à l’exarchat de Vicina). Les bouches du Danube et les rives de la mer entre le Danube et le Dniestr sont alors nommés Basarabia, (fr) Bessarabie, du nom de la dynastie régnante en Valachie.

Taux d'alphabétisation de la Roumanie en 1930 : la Bessarabie, russe jusqu'en 1917, avait le taux d'alphabétisation le plus bas, sauf chez les Allemands.

Au sein de la principauté de Moldavie (fondée au début du XIVe siècle), le territoire compris entre les fleuves Prout et Dniestr, très exposé aux raids tatars, est défendu par des citadelles élevées face aux principaux gués du Dniestr (Hotin, Soroca, Tighina, Cetatea Albă) et par des fortins échelonnés à l’intérieur du pays. La région est divisée en tinuturi (comtés). De nombreux monastères fortifiés complètent le dispositif. Entre 1359 et 1789, près de 200 raids tatars sont repoussés, mais 28 de ces raids parviennent à contourner ce réseau de défense et à piller des villages de l’intérieur.
En 1484, les Turcs s’emparent des rivages danubiens et maritimes de la Moldavie, nommés Bessarabie depuis que les voïvodes Basarab de Valachie en avaient chassé les tatars (en 1328).
Lorsqu’en 1812 la Russie annexe la moitié orientale de la Moldavie entre Prout et Dniestr, les gouverneurs russes utilisent ce nom de Bessarabie pour désigner l’ensemble du territoire annexé.
Aujourd’hui, ce territoire est partagé entre l’Ukraine et la république de Moldavie.

### Des tsars russes aux rois roumains
Les Russes, dans leur progression vers les bouches du Danube, annexent en 1812 (traité de Bucarest), cette partie orientale de la principauté de Moldavie, comprenant 45 630 km2, avec 482 630 habitants, 5 citadelles (Hotin, Soroca, Orhei, Tighina et Cetatea Albă), 4 ports (Reni, Ismail, Chilia et Cetatea Albă), 17 villes et 695 villages. La région devient un gouvernement de l’Empire russe sous le nom de gouvernement de Moldavie-et-Bessarabie, ultérieurement abrégé en Bessarabie. À partir de l’annexion, les Russes considéreront que la Bessarabie doit devenir une terre russe et ils en prennent les moyens, en plusieurs étapes. Au début, l’autonomie de la Bessarabie est garantie en 1816, et le prince moldave Scarlat Sturdza (ro) est nommé gouverneur, mais il est destitué au bout d’un an, remplacé par des gouverneurs russes et l’autonomie est abolie en 1828.
En 1829, l’usage de la « langue moldave » (nom russe du roumain) est interdit dans l’administration au profit du russe. En 1833, le « moldave » est interdit dans les églises et, en 1842, dans les établissements d’enseignement secondaire, puis dans les écoles primaires en 1860. Enfin en 1871, le moldave/roumain est purement et simplement interdit dans toute la sphère publique par oukase impérial. Les autorités russes encouragèrent l’émigration (ou déportèrent) des Moldaves dans d’autres provinces de l’Empire (notamment au Kouban, au Kazakhstan et en Sibérie), tandis que d’autres groupes ethniques, notamment Russes et Ukrainiens (appelés au XIXe siècle « Petits Russes »), étaient invités à s’installer dans la région.
En 1856, à la suite de la guerre de Crimée, la principauté de Moldavie récupère le sud de la Bessarabie, le Bugeac (aujourd’hui Boudjak) (traité de Paris de 1856). Durant 22 ans, le processus de « dé-moldavisation » s’interrompt dans cette région.
En 1859, à la suite de la défaite des Russes à la guerre de Crimée, la Moldavie occidentale et la Valachie s’unissent pour former la Roumanie : dès lors, les roumanophones des pays voisins (Banat, Transylvanie, Marmatie, Bucovine, Bessarabie et Dobroudja) réclament leur rattachement à ce pays.
En 1878, à la suite de la guerre que Russes et Roumains ont menée ensemble contre l’Empire ottoman, la Roumanie acquiert les deux tiers de la Dobrogée (en roumain : Dobrogea, en bulgare : Dobroudja), la Bulgarie recevant le dernier tiers et la Russie récupère le sud de la Bessarabie (Boudjak) (traité de Berlin de 1878) mais l’indépendance de la Roumanie est internationalement reconnue.

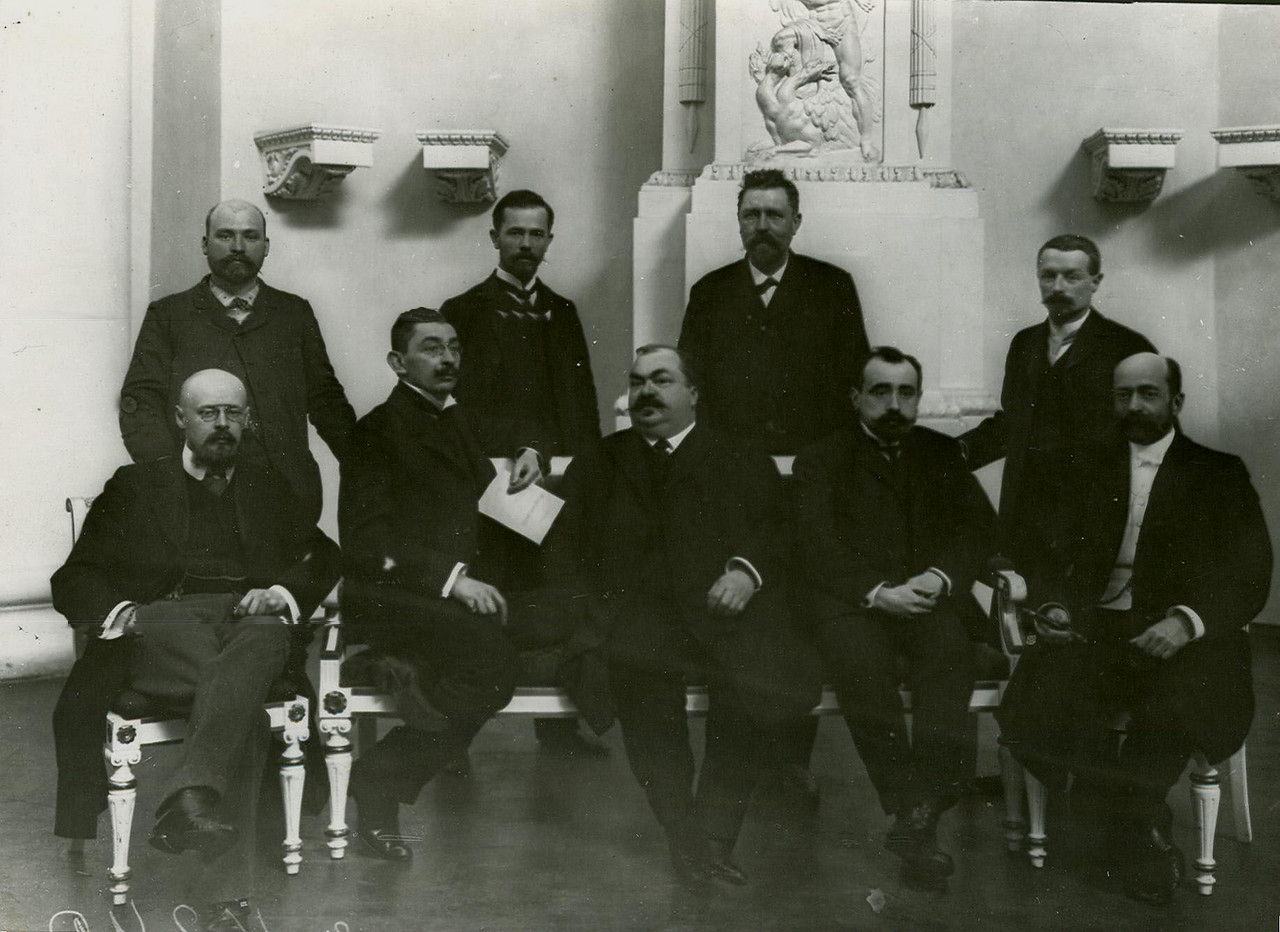
Membres de la 2e Douma d'État de Bessarabie en 1907. Debout :,, et Dmitri Sviatopolk-Mirski. Assis : Vladimir Pourichkevitch,,, et Pavel Krouchevan.

Pour l’Empire russe, la Bessarabie est d’abord une région frontalière d’où la renaissance culturelle roumaine doit être extirpée, un accès aux bouches du Danube et un grenier agricole : des voies ferrées sont construites pour la relier au port d’Odessa afin d’exporter les céréales et le bois moldaves. Sur le plateau au-dessus du vieux bourg moldave de Chișinău, une ville nouvelle russe au plan en damier est construite : là se trouvent administrations, casernes, cathédrale et manufactures.
L’été 1917, pendant la révolution russe, la majorité de la population de Bessarabie (toutes ethnies confondues), élit des députés à un Parlement (le Sfatul Țării), qui déclare l’autonomie, puis l’indépendance de la Bessarabie sous le nom de République démocratique moldave : le nom de « moldave » est choisi pour souligner l’identité avec la Moldavie restée roumaine. La mission française Berthelot et des éléments de la 11e division roumaine sont appelés pour défendre l’indépendance contre les armées russes débandées, « blanches » ou « rouges » et contre les nombreux déserteurs qui se livraient au pillage.
En mars 1918, face aux attaques des bolcheviks de la république soviétique d'Odessa qui revendique et tente d'envahir le pays, le Parlement moldave (Sfatul Țării) décide la réunion du pays au royaume de Roumanie par 86 voix contre 3 et 36 abstentions. Le pays échappe ainsi à l'occupation allemande (qui, selon le traité de Brest-Litovsk, englobe les pays baltes, la Biélorussie et l’Ukraine) et à la guerre civile russe.
Dans les années 1919-1930, la Roumanie développe le réseau scolaire et met les voies ferrées aux normes européennes. L’Office Nansen est très actif en Bessarabie et y accueille des dizaines de milliers de réfugiés majoritairement russes, juifs et ukrainiens fuyant la Guépéou, la collectivisation et les famines soviétiques de 1921-1922 et l'Holodomor. Le 23 février 1932, près du village d'Olăneşti sur le Dniestr, quarante réfugiés russes et juifs, femmes et enfants compris, fuyant la terreur rouge, sont abattus par les gardes-frontières soviétiques : le fait est relaté par les survivants dans les journaux européens.

### Entre Roumanie et URSS
Le 26 juin 1940, selon les protocoles secrets du pacte Hitler-Staline, l’URSS adresse un ultimatum au royaume de Roumanie. L’administration roumaine a 48 heures pour évacuer la Bessarabie et la Bucovine du Nord (44 522 km2 avec l'arrondissement de Hertsa) qui sont aussitôt occupés par l’Armée rouge. Ces régions sont alors encore peuplées à 76 % de Roumains, le reste se partageant entre les Ukrainiens, les Russes, les Juifs, les Bulgares et des Turcs chrétiens dits « Gagaouzes ».
La Bessarabie rejoint alors la petite République socialiste soviétique autonome moldave de 8 100 km2, créée en 1924 au sein de la république socialiste soviétique d'Ukraine. Dès cette époque, le territoire de la Bessarabie faisait, pour la diplomatie soviétique, partie de la RASS moldave et donc de la RSS d'Ukraine, les Soviétiques n’ayant jamais reconnu le rattachement de 1918 de la République démocratique moldave à la Roumanie. Pendant cinq semaines, du 28 juin 1940 au 2 août 1940, la RSSA moldave comprend l'ex-RSSA moldave et la Bessarabie, avec une surface de 52 710 km2.
Le 2 août 1940, la RSSA moldave est transformée en RSS moldave. Certains raions restent cependant dans la RSS ukrainienne et sortent ainsi de la RSS moldave. En Bessarabie, la région littorale au sud et celle de Hotin au nord (aujourd’hui Khotyn) sont également attribuées à la RSS d’Ukraine. La RSS moldave couvre dès lors 33 843 km2.
La région est reprise pendant la Seconde Guerre mondiale, en juillet 1941, par les Roumains (cette fois alliés aux Allemands sous le régime du maréchal Antonescu). La partie de l’Ukraine comprise entre le Dniestr et le Boug, alors nommée par les Roumains « Transnistrie » (puisque ce territoire est situé pour eux « de l’autre côté » du Dniestr), comprenant la grande ville portuaire d’Odessa, passe sous administration militaire roumaine. La Transnistrie devient une zone de déportation du régime Antonescu, où les résistants, les Roms et les Juifs de Roumanie sont assassinés ou mis au travail forcé. Laissés dans le plus grand dénuement et à la merci des Einsatzgruppen nazis, beaucoup y mourront de faim, de froid et d’épidémies, comme la population locale ukrainienne, elle-même très éprouvée.
En mars 1944, l’Armée rouge (IIe front et IIIe front d'Ukraine) revient en Bessarabie (en) où elle arrête son offensive pour avancer en Pologne, car les Soviétiques savent que la mission clandestine inter-Alliée Autonomous du SOE est à Bucarest, en contact avec le roi roumain Michel Ier qui prépare le passage de la Roumanie aux Alliés. Staline attend donc que la Roumanie « tombe comme un fruit mûr », ce qui se produit le 20 août 1944 lorsque les généraux roumains Gheorghe Avramescu et Petre Dumitrescu ouvrent le front aux soviétiques. Les Soviétiques considèrent cependant toujours les Roumains comme des ennemis et se comportent en occupants d’un pays vaincu jusqu’au 12 septembre 1944 (armistice soviéto-roumain, tardivement signé par l’Union soviétique) et même après. En Bessarabie, l’URSS reprend son entreprise de russification commencée en 1940 et 1941 dans les républiques baltes et en Bessarabie, afin de changer l’équilibre démographique en faveur des colons russes.
Après la Seconde Guerre mondiale, l'URSS va procéder ensuite à une russification de la République socialiste soviétique moldave beaucoup plus intense que celle due à l'Empire russe, par la déportation de centaines de milliers de Moldaves vers la Sibérie et l'installation à leur place de populations russes et ukrainiennes). La Bessarabie sera pour l'URSS ce qu'elle avait été pour l'Empire russe : un grenier agricole. Aucun projet important de modernisation n'est entrepris par les Soviétiques sur la rive droite du Dniestr, et les industries sont concentrées sur la rive gauche qui fait sécession lors de l'indépendance, de telle sorte que, après 1991, la république de Moldavie est le pays le plus pauvre de l'Europe, contrairement à la partie de la Moldavie qui se trouve en Roumanie.
Après l'indépendance, un référendum pour unifier la république de Moldavie avec la Roumanie donne le « non » gagnant, car la Russie (fournisseur énergétique) menace de couper le gaz et l'électricité (« Journées noires ») et suscite des sécessions armées chez les russophones et les Gagaouzes (« Journées rouges » : guerre civile de 1992).
Cette politique a monté les différentes communautés les unes contre les autres et a pour conséquences actuelles les problèmes frontaliers, culturels et identitaires de la république de Moldavie et la présence de forces russes et séparatistes sur 18 % du territoire moldave depuis l’indépendance, forces quasiment égales à celles du gouvernement moldave. Les frontières de ce jeune État d’Europe sont celles que Staline avait fait tracer en 1940, divisant les différentes populations de Bessarabie et enclavant la nouvelle RSS moldave en Ukraine de sorte que si, conformément aux constitutions soviétiques successives, la Moldavie avait réclamé son indépendance, elle aurait été économiquement étranglée… Ce qui s’est précisément passé en 1991.
Cependant, la majorité (deux tiers) de la population de la république de Moldavie demeure roumanophone, grâce à un taux de fécondité élevé (parmi les plus élevés d’URSS). Même en Transnistrie, qui ne fait historiquement pas partie de la Bessarabie, l’ethnie la plus nombreuse est la moldave/roumaine, qui, sans y être majoritaire, représente 36 % de sa population selon le recensement officiel des autorités séparatistes.

### Conséquences démographiques
Selon le géographe A. Zachtchouk en 1862, la Bessarabie était peuplée à 73 % de Roumains (Moldaves), à 6 % de Russes et Lipovènes, à 4 % d’Ukrainiens, 7 % de Juifs, 5 % de Bulgares, 4 % d'Allemands et 1 % issus d’autres groupes ethniques. Trente-six ans plus tard, en 1897, la répartition ethnique des 1 933 436 habitants avait sensiblement évolué, avec 47,6 % de Roumains (appelés Moldaves), 19,6 % d’Ukrainiens, 11,8 % de Juifs, 8 % de Russes, 5,3 % de Bulgares, 3,1 % d’Allemands et 2,9 % de Gagaouzes : la part de la population autochtone avait donc fortement chuté dans les statistiques, mais il est possible que des Moldaves comprenant le russe aient été comptabilisés comme Russes en 1897 car le recensement roumain de 1930 trouve 56,2 % de Roumains/Moldaves, 12,3 % de Russes et 11 % d'Ukrainiens.
La Bessarabie, ayant changé de mains trois fois au cours de la guerre, et où le front s’est trouvé de mars à août 1944, est la région qui en a démographiquement le plus souffert. Selon les rapports des ministres Krouglov et Béria à Staline, exhumés par l’historien Nikolai Bougai, et selon les données des recensements, de 1940 à 1950 la région a perdu un tiers de sa population, passant de 3 200 000 personnes selon le recensement roumain de 1938, à 2 229 000 selon le recensement soviétique de 1950.
Donc 971 000 personnes ont disparu en dix ans :
- 140 000 Allemands de Bessarabie ont été déportés en juillet 1940 vers l’Allemagne en application du Pacte germano-soviétique ;
- 120 000 Moldaves (en majorité roumanophones, mais aussi des « Russes blancs ») ont été déportés par les Soviétiques entre le 28 juin 1940 et le 22 juin 1941 (dans la seule nuit du 13 juin 1941, 13 470 familles, comprenant 22 648 personnes, dont approximativement deux tiers de femmes et enfants)[15] ;
- 230 000 Juifs ont été soit massacrés par le régime du maréchal Ion Antonescu, soit ont fui vers l’URSS et ne sont jamais revenus, qu’ils s’y soient établis ou qu’ils y aient été rattrapés par la Wehrmacht puis tués par les Einsatzgruppen ;
- 250 000 Moldaves roumanophones ont été déportés par les soviétiques entre 1944 et 1948 ;
- 150 000 personnes sont mortes entre 1946 et 1947 à la suite de la famine provoquée par les réquisitions soviétiques ; politique déjà appliquée en Ukraine voisine dans les années 1920-1930 (Holodomor)[16],[17] ;
- 11 324 familles sont déportées au Goulag dans la nuit du 5 au 6 juillet 1949 et les nuits suivantes, en majorité sur critère religieux (popes, « vieux-croyants », églises néo-protestantes, catholiques)[18].

En 1950 de tous ces « indésirables » ou « nuisibles » déportés hors du pays, 49 000 étaient encore en vie sur les lieux de leur déportation (toujours dans Bougaï).

## Gentilés
Les habitants de la Bessarabie sont, quelles que soient leurs origines et langues, des « Bessarabiens » : on dit couramment « Allemands bessarabiens » (Bessarabiendeutsche), « Russes bessarabiens » (Бессарабские Русские), « Juifs bessarabiens » (יהודי בקישנייב בסרביה), « Roumains bessarabiens » (Români basarabeni) et ainsi de suite.
Il n’y a pas de divergence de vues concernant les gentilés identifiant les populations minoritaires russes, ukrainiens, gagaouzes, bulgares ou juives. En revanche, depuis le XXe siècle, il y a une controverse concernant la population autochtone majoritaire, définie par l’URSS et depuis 1991 par les slavophones et par les pro-russes et communistes de Moldavie comme moldave (en niant son appartenance à la sphère historique et culturelle roumaine), alors qu’elle est désignée comme roumaine par la Roumanie, comme le sont également les majorités autochtones de Transylvanie, du Banat, de la Dobrogée, de la Valachie et de la partie roumaine de la Moldavie. Quant à l’Empire russe, il utilisait au XIXe siècle le terme historique de Молдавянинъ (Moldavianin’, rendu par l’allemand Moldauer et l’anglais Moldavians, qui n’excluait pas leur appartenance au peuple roumain, tandis que l’URSS a forgé le néologisme Молдаване (Moldavane, rendu par l’allemand Moldawier et l’anglais Moldovans, qui exclut leur appartenance au peuple roumain).
De son côté, la linguistique ne reconnait qu’une langue : le daco-roumain, et désigne donc la majorité autochtone de Bessarabie comme « roumanophone » : de ce point de vue, moldave est une dénomination politique de la langue roumaine ausbau, « moderne » ou « savante », parlée en Bessarabie et Roumanie, qu’il ne faut pas confondre avec le parler moldave : l’un des parlers abstand ou « populaires » régionaux de la langue roumaine, usité en Moldavie roumaine et en Bessarabie.
Aujourd’hui, le gentilé « Bessarabiens » est tombé en désuétude, et le gentilé « Moldaves » est polysémique :
- pour le droit international, il désigne les citoyens de la république de Moldavie quelles que soient leurs origines et langues ;
- pour les slavophones et les partis pro-russes de Moldavie (socialistes et communistes principalement), « Moldave » ne désigne que roumanophones des pays anciennement russes et soviétiques et eux seuls (à l’exclusion des Moldaves de Roumanie auxquels slavophones et communistes dénient le qualificatif de « Moldaves ») ;
- pour les habitants et les médias de Roumanie, mais aussi pour la majorité des géographes et des historiens, « Moldave » désigne les habitants roumanophones du territoire de l’ancienne principauté de Moldavie, qu’ils soient aujourd’hui citoyens roumains, moldaves ou ukrainiens ;
- quant aux autorités de la république de Moldavie, elles utilisent officiellement en parallèle les deux dénominations pour désigner les autochtones de Bessarabie et de l’actuelle république de Moldavie, et leur langue :
  - « moldave » aux termes de l’article 13 de la Constitution[21], terme conforme à la praxis russe et soviétique des slavophones et des communistes,
  - « roumain » aux termes de la déclaration d’indépendance de 1991 et de l’arrêt no 36 de la Cour constitutionnelle du 5 décembre 2013[22] conformes à la praxis des Moldaves pro-européens et des linguistes.

## Géographie
Alors que la Bessarabie (telle que définie en 1812) avait une superficie de 42 538 km2 et s’étendait du nord au sud sur 350 km et de l’ouest à l’est sur 150 km, la république de Moldavie (telle que définie par l’Union soviétique) a une superficie de 33 843 km2 (soit environ la superficie de la Bourgogne ou de la Belgique) ; l’Ukraine possède donc un tiers, soit 10 579 km2 de la Bessarabie des années 1812-1940.
Aujourd’hui, compte tenu du flou sur sa définition territoriale (selon que l’on se réfère à la Bessarabie d’avant ou d’après 1812) et du nom de Moldavie choisi par la République ex-soviétique, le nom de « Bessarabie » n’est plus guère employé que par les Roumains d’un âge certain. Les jeunes générations emploient plutôt l’expression « république de Moldavie ». Ni les autorités moldaves, ni les ukrainiennes n’utilisent « Bessarabie », bien qu’il y ait une ville nommée Basarabeasca dans le sud de la Moldavie, à la frontière ukrainienne.

### Points extrêmes
Bessarabie (42 538 km2) :
- Nord : Măzăricea sur le Dniestr ;
- Sud : Grind Covurlui, au sud d’Izmaïl sur le Danube ;
- Ouest : Pârâul Răchita, ruisseau la séparant de la Bucovine ;
- Est : cordon littoral de Bugaz, à l’embouchure du Dniestr.

Les quatre points extrêmes de la Bessarabie se trouvent aujourd’hui en Ukraine.
République de Moldavie (de jure 33 843 km2, de facto 29 678 km2) :
- Nord : Naslavcea, un village du raion d'Ocnița, 48° 48′ N, 27° 55′ E ;
- Sud : Giurgiulești, port sur le Danube, dans le raion de Cahul, 45° 48′ N, 28° 22′ E ;
- Ouest : Criva, un village du raion de Briceni, 48° 28′ N, 26° 59′ E ;
- Est : Palanca, un village des bords du Dniestr, dans le raion de Ștefan Vodă, 46° 44′ N, 30° 13′ E.

### Principales villes
- En république de Moldavie : Chișinău, Bălți, Soroca, Tighina/Bender, Frumoasa/Cahul.
- En république d’Ukraine : Khotyn/Hotin, Reni, Ismail/Izmail, Kiliya/Chilia Nouă, Bilhorod-Dnistrovskyï/Cetatea Albă.

### Relief
Le relief représente une plaine vallonnée en pente du nord-ouest vers le sud-est :
- altitude minimale : côte de la mer Noire et limans à 0,5 m ;
- altitude moyenne : 150 m ;
- altitude maximale : colline de Bălănești culminant à 430 m.

Dans la partie centrale se trouve la région boisée du Codru ((ro) Forêt profonde), d’altitude maximale de 430 m. Cette zone joue un rôle important dans le maintien de l’équilibre écologique. Dans le parc national Orhei, les processus d’érosion et les glissements de terrain ont conduit à la formation de ravins en forme d’amphithéâtre où se situent des localités rurales.
Dans le pays de Hotin, au nord du pays, la grotte Racovitsa, creusée dans du gypse, est l’une des plus longues d’Europe (plus de 90 km de galeries). Le réseau hydrographique comprend plusieurs centaines de rivières et ruisseaux, mais seulement sept cours d’eau dépassent la longueur de 7 km. Le pays a plus de 50 lacs naturels avec une superficie totale d’environ 60 km2. La réserve des eaux souterraines avec une nette prépondérance des eaux potables est estimé à 200 km3. La région est riche en sources d’eau minérale.
Il existe cinq parcs nationaux ayant une surface totale de 19 400 ha (voir aires protégées de Moldavie).

### Climat
Le climat de la région est continental tempéré, similaire à celui de l’Europe de l’Ouest, avec des hivers courts et relativement doux (la moyenne étant de −3 °C en janvier) et des étés longs et chauds (moyenne de 25 °C en juillet). La température moyenne annuelle est de +10 °C.

### Faune et flore
- 68 espèces de mammifères (renard, cerf commun, sanglier, etc.).
- 270 espèces d’oiseaux.
- Plus de 10 000 espèces d’invertébrés.
- 2 300 espèces de plantes (chêne, hêtre, érable, etc.).

### Exploitation du sol
- Terres arables : 53 %
- Récoltes permanentes : 14 %
- Pâturages permanents : 13 %
- Forêts et région boisée : 9 %
- Autre : 11 %